# Tormenta de hielo en América del Norte de 1998

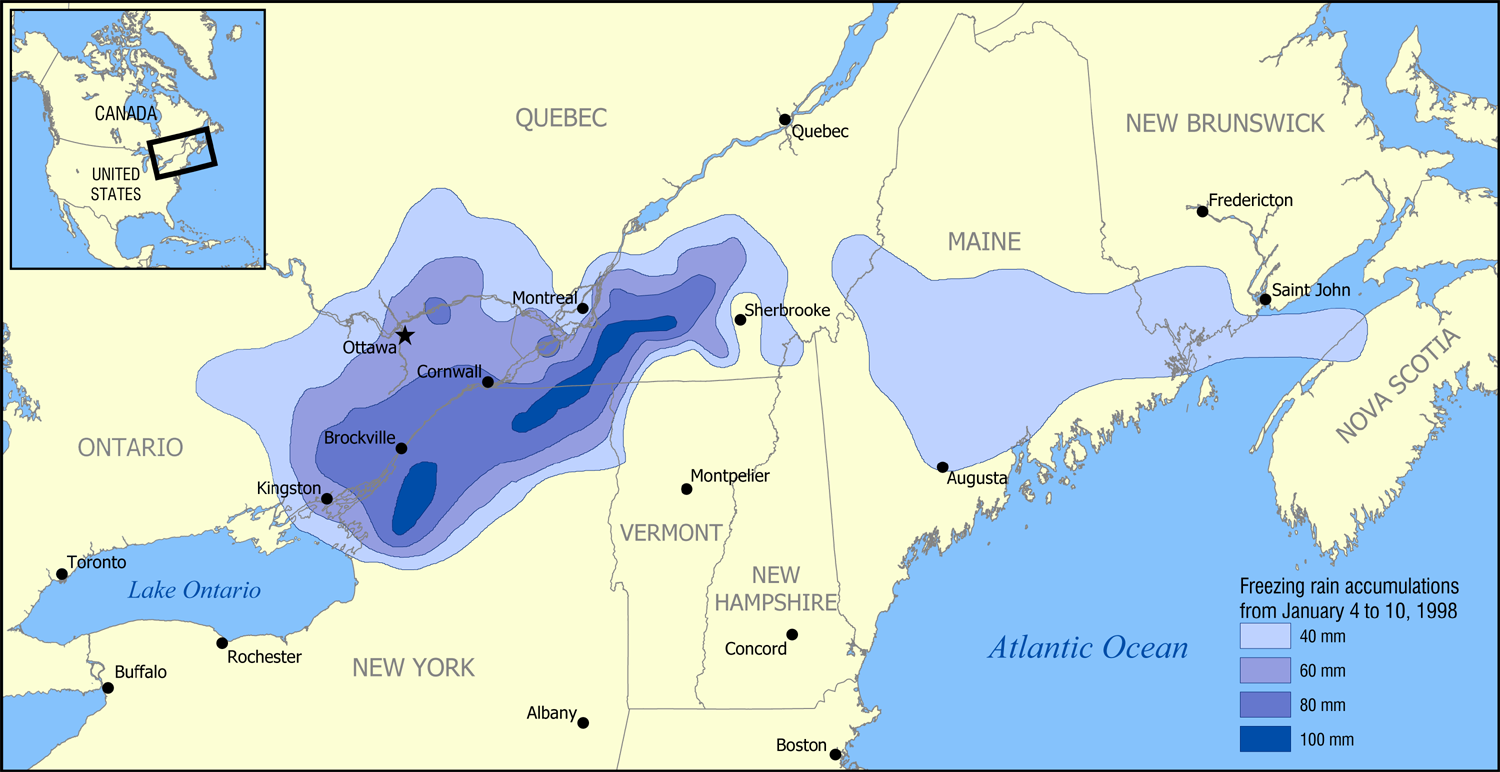
Extensión de la tormenta de hielo de 1998.

La tormenta de hielo de Norte América en 1998 fue una combinación masiva de cinco tormentas menores sucesivas las cuales se combinaron para golpear una franja relativamente estrecha de tierra desde el este de Ontario, al sur de Quebec a Nueva Escocia en Canadá, y limitando con las zonas del norte de Nueva York a Maine central en los Estados Unidos en enero de 1998. 
Esto causó un daño masivo a los árboles y a la infraestructura eléctrica en toda la zona, dando lugar a apagones generalizados. Millones de personas estuvieron en oscuridad durante períodos variables de días a semanas, y en algunos casos, meses. Esto produjo 35 muertes, el cierre de actividades en grandes ciudades como Montreal y Ottawa, y un esfuerzo sin precedentes en la reconstrucción de la red eléctrica. La tormenta de hielo provocó el mayor despliegue de personal militar canadiense desde la Guerra de Corea, con más de 16.000 miembros de las Fuerzas canadienses desplegadas, 12.000 en Quebec y 4.000 en Ontario en el punto alto de la crisis.
- Datos: Q2090886
- Multimedia: January 1998 North American ice storm / Q2090886